# Loúres
Loúres, en grec moderne : Λούρες, est un village du dème de Gortyne, dans le district régional de Héraklion, de la Crète, en Grèce. Selon le recensement de 2001, la population de Loúres compte 301 habitants.
Le village est situé à une altitude d'environ 270 mètres et à une distance de 53,8 km de Héraklion.
Dans le recensement vénitien, de 1583, par Castrofilaca, le village est mentionné en tant que Lures avec 109 habitants.